# لیشنیتسه (ناحیه شومپرک)
لیشنیتسه (به چکی: Líšnice) یک منطقهٔ مسکونی در جمهوری چک است که در ناحیه شومپرک واقع شده‌است. لیشنیتسه ۹٫۷۳ کیلومتر مربع مساحت و ۳۰۳ نفر جمعیت دارد و ۳۲۰ متر بالاتر از سطح دریا واقع شده‌است.